# Alexandru Schwartz
Alexandru "Sándor" Schwartz (18 de janeiro de 1909 - 1994) foi um futebolista romeno. Defendeu a Seleção Romena de Futebol na década de 1930.